# MTW (E-Sport-Clan)
MTW (Eigenschreibweise ehem. mTw) ist ein deutscher E-Sport-Clan. Bis zur vorläufigen Schließung im Januar 2013 besaß MTW ca. 30 aktive Spieler in den Computerspielen Counter-Strike: Source, Starcraft II, FIFA, Dota 2 und League of Legends. Darunter befanden sich mehrere deutsche Meister sowie ein bis November 2011 geführtes dänisches Counter-Strike-Team, welches dem Clan im Jahr 2008 die Auszeichnung als eSports Team of the Year einbrachte. 2020 wurde MTW durch das Hamburger eSports-Unternehmen MateCrate GmbH übernommen.

## Geschichte

Altes Logo von MTW

MTW wurde im Januar 1998 von Rene Korte, Maik Vöge und Steffen Arndt als mortal Teamwork gegründet. Schon in den Anfangszeiten des E-Sports zählte MTW zusammen mit SK Gaming und Ocrana zu den erfolgreichsten deutschen Clans. MTW war einer der ersten Clans, die auf Counter-Strike setzten. Relativ früh konnte man mit der Zeitschrift PC Action sowie dem Online-Versandhandel Alternate erste Sponsoren gewinnen.
Seit Einführung der ESL Pro Series Ende 2002, war MTW ein fester Bestandteil der deutschen Profiliga. Neben Quake und Counter-Strike, wurde vor allem Warcraft III und FIFA zunehmend eine große Bedeutung beigemessen. Weitere Erfolge des Clans in anderen Gaming bereichen wie Racing und Beat'em'Up Teams folgten unter dem gleichen Banner. MTW gewann zweimal die ESL WC3L Series und hatte auf nationaler Ebene mehrere Leistungsträger vorzuweisen. In FIFA wurde MTW von 2004 bis 2005 dreimal in Folge deutscher Meister. Der Hardwarehersteller ATI wurde Hauptsponsor und man unternahm erste Versuche, Spieler von außerhalb Deutschlands zu verpflichten. Das schwedische Counter-Strike-Team blieb allerdings hinter den Erwartungen zurück.
Ende 2007 übernahm MTW nach einer von spielerischen Misserfolgen geprägten Phase den Clan Team NoA und konnte dadurch deren dänische Counter-Strike-Mannschaft mitverpflichten. Diese erwies sich als guter Einkauf: mTw.dk gewann im Jahr 2008 unter anderem die KODE5 Global Finals und die World Cyber Games. Die Dänen wurden daraufhin als eSports Team of the Year ausgezeichnet. Das Team wurde im November 2011 verabschiedet. Grund dafür war die derzeitige Entwicklung um das Computerspiel Counter-Strike 1.6, bei der sich Sponsoren immer mehr von den Teams und den Events zurückzogen.
Nachdem der Clan von Januar 2013 bis Juni 2014 keine Aktivität zeigte, verpflichtete mTw im Juni 2014 die Spieler des ehemaligen Team WildFire und hat seitdem wieder ein CS:GO-Team. Mit diesem Aufgebot hat man an der Qualifikation zur ESL One Cologne 2014 teilgenommen. Dabei schied das Team in der zweiten Runde aus. Ende November 2014 trennte sich MTW von seinem CS:GO-Roster.
Im Januar 2019 verpflichtete MTW einen kompletten WarCraft3-Squad, bestehend aus den koreanischen Profispielern Lucifer und Check sowie HawK, CasH aus Russland und dem Team-Manager Tak3r. Kurz danach gab MTW die Organisation eines eigenen hochdotierten Offline-Turniers in Berlin im hauseigenen Gaming-Studio bekannt.
Im August 2019 löste MTW das Team im Spiel Warcraft III: Reign of Chaos wieder auf. Hintergrund waren aus Missmanagement resultierende Zahlungsschwierigkeiten. Spieler hatten keine Gehälter und Turnierpreisgelder erhalten, ebenso waren Gelder für Streaming-Dienstleister nicht gezahlt worden.
Im Januar 2020 übernahm das Hamburger Unternehmen MateCrate GmbH die Marke, die zu dem Zeitpunkt keinerlei Spieler oder Angestellten hatte. Es fand ein erneuter Logo Relaunch statt. Im Februar 2020 wurden dann die ersten offiziellen Teams vorgestellt. Das "neue MTW" verfolgt weiterhin einen Community-Gedanken und startet mit zwei League of Legends Teams, die in Riots Prime League spielen. Eines dieser Teams besteht ausschließlich aus Talenten, die MateCrate im Rahmen ihrer Turnierserie für Einzelspieler "City Masters" gefunden hat. Dieses MTW Rising Team gilt als Academy Team von MTW und spielt 2020 in der 2nd Division. Das zweite League of Legends Team besteht ebenfalls aus jungen Talenten und dominiert größtenteils die 1st Division der Prime League. Ein Aufstieg in die Pro Division ist 2021 geplant.

## mymTw.de
Die zum Clan gehörende Webseite mymTw.de wurde im Februar 2001 online gestellt und war viele Jahre lang die größte deutsche E-Sport-Nachrichtenseite. Sie gewann 2004 den eSports Award in der Kategorie Best eSports Coverage Online Magazine (German). Um größere Unabhängigkeit bei der Berichterstattung zu bekommen, wurde anlässlich der Games Convention im August 2004 eine Namensänderung von mymTw.de zu rushed.de und die damit verbundene Trennung von MTW bekannt gegeben. Am 1. November 2004 wurde dann mymTw.com als neue Webseite von MTW vorgestellt.
Ende März 2006 wurde die erneute Zusammenführung von rushed und MTW und die Rückkehr zu mymTw.de angekündigt, am 7. Mai waren mymTw und MTW wieder vereinigt. Im April 2009 erschien eine neue Website. Nachdem die Webseite durch die zwischenzeitlichen Auflösung 2013 inaktiv gegangen war, wurde sie 2014 mit neuem Design ausgestattet. Seitdem informiert sie auch über die Adresse mtw-clan.com wieder über die aktuellen Gegebenheiten bei MTW.

## Erfolge (Auszug)

### Counter-Strike
- Deutsche Meisterschaft 2000: 1. Platz
- Deutsche Meisterschaft 2001: 1. Platz
- Deutsche Meisterschaft 2003: 1. Platz
- World Cyber Games 2001: 2. Platz
- CPL USA 2001: 3. Platz
- CPL CeBIT 2002: 1. Platz
- CPL Europe 2002: 2. Platz
- CPL USA 2002: 2. Platz
- KODE5 Global Finals 2007: 1. Platz
- ESWC Masters of Paris 2008: 1. Platz
- World eSports Masters 2008: 1. Platz
- World Cyber Games 2008: 1. Platz
- Dreamhack Winter 2008: 2. Platz
- Intel Extreme Masters III Continental Finals: 1. Platz
- Intel Extreme Masters III: 3. Platz

### Counter-Strike: Source
- fünffacher deutscher Meister der ESL Pro Series (Seasons 13, 14, 17, 18, 20)
- ESL Major Series II: 1. Platz
- Sieger im ESL Liga - Pokal Summer 2011

### Warcraft III
- zweifacher WC3L-Meister (Seasons II, III)
- ESL Pro Series Deutschland II: 1. Platz – Jan „ThePig“ Villwock
- GIGA Grandslam II: 1. Platz - Christopher „Tak3r“ Heil
- Electronic Sports World Cup 2008: 1. Platz – Du Seop „WhO“ Chang
- NGL ONE Finals 2008-Gewinner

### FIFA
- dreifacher deutscher Meister der ESL Pro Series (Seasons V, VI, VII)
- Samsung Euro Championship 2005: 1. Platz – Amin Ben „JiMmY“ Said

### Quake
- DECL TDM 1/99: 1. Platz
- DECL TDM 2/99: 2. Platz
- ClanBase TDM Winter Cup 2000: 2. Platz
- ClanBase TDM Spring Cup 2000: 1. Platz
- ESPL TDM 2001: 2. Platz

### Unreal Tournament
- PC Action Masters 2001 TDM: 1. Platz (25.000 Mark)
- WWCL 2001 TDM: 1. Platz
- CPL Europe 2001: 2. Platz – Björn „Horny“ Agel
- CPL Summer 2004 TDM: 3. Platz

### Serious Sam II
- WWCL 2002 1on1: 1. Platz - Peter "Virus" Büermann
- WWCL 2003 1on1: 1. Platz - Peter "Virus" Büermann

### Call of Duty 4
- ESL Pro Series XV: 2. Platz
- ESL Pro Series XVI: 1. Platz

### StarCraft II
- Assembly Summer 2011: 1. Platz – Dmytro „DIMAGA“ Filipchuk[9]
- IEM Season VI – Global Challenge Kiev: 2. Platz – Dmytro „DIMAGA“ Filipchuk[10]
- DreamHack Open/Summer: 2. Platz – Dmytro „DIMAGA“ Filipchuk[11]
- IEM Season V – Global Challenge Cologne: 3. Platz – Dmytro „DIMAGA“ Filipchuk[12]

### Dota 2
- Dreamhack Summer 2012: 1. Platz